# Щетина

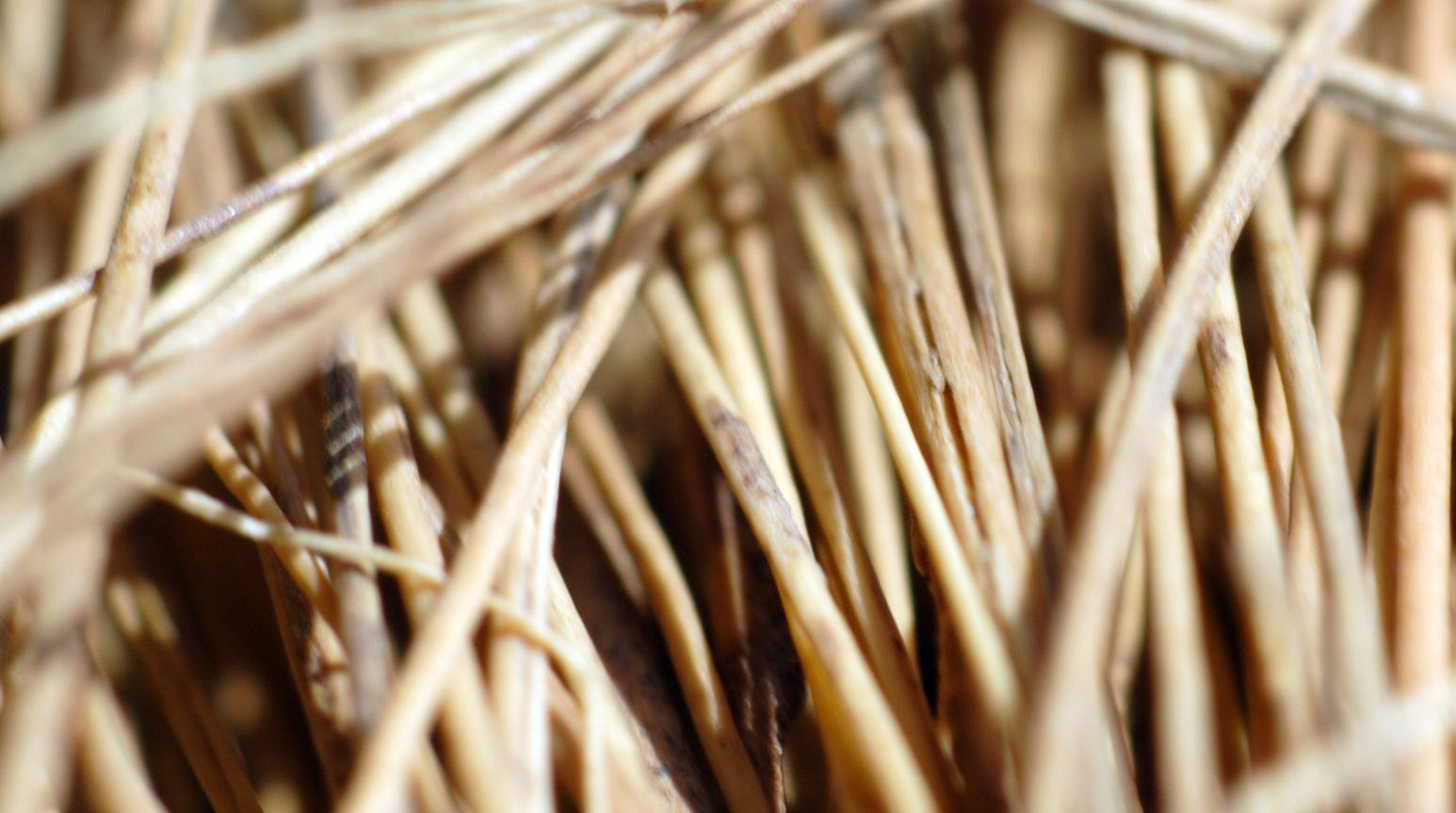
Щетина

Щети́на (лат. saeta, seta) — жёсткий упругий волосяной покров у некоторых животных, а также сделанная из этого материала волосяная часть щёток и кистей.
Щетина, наряду с иглами, относится к кожным образованиям, являющимся модификацией утолщённых остевых волос в шерсти млекопитающих.
Щетина издавна используется для изготовления щёток, кистей, сапожной дратвы, набивочных материалов и других изделий.
Щетина встречается у разных видов млекопитающих — барсук, дикобраз, тенрек, но наибольшее хозяйственное значение имеет щетина домашних и диких свиней. У диких свиней густая, длинная щетина образует на холке и хребте гриву, приподнимающуюся при возбуждении, дикие свиньи являются объектом промысловой охоты в том числе и ради щетины.

## Строение
Волосы щетины состоят из двух основных частей: корня и стержня. Верхняя часть стрежня расщепляется на кисточку тонких волокон (т. н. «флажок»). Нижняя часть корня расширяется в луковицу. Гистологическое строение волоса щетины включает чешуйчатый и корковый слои и сердцевину. Химический состав щетины слабо отличается от состава шерсти.
Длина щетины составляет, как правило, от 3 до 10 см.
Свиная щетина различается по месту на шкуре: хребтовая щетина покрывает спинную часть шкуры, боковая, с умеренно расщеплёнными флажками, покрывает бока, лопатки и бёдра. Брюхо, грудь, низ шеи и ноги свиньи покрыты щетиной-упалью.
Наиболее ценна отличающаяся длиной хребтовая щетина; кисти, дающие наиболее ровный слой краски, изготовляются из боковой щетины; наиболее низкое качество у щетины-упали.
Корень щетины расположен в коже свиньи под значительным углом, в результате чего стержни щетины направлены концами назад, к хвосту животного. Корни залегают глубоко в шкуре, и при выдергивании щетины приходится прилагать значительное усилие.
Щетинки сидят в шкуре свиньи поодиночке или, чаще, пучками по 2—3 вместе.

## Изготовление
Количество и качество щетины зависят от породы, возраста и пола свиньи. Имеет влияние также район разведения и сезон забоя. Традиционно считается, что лучшее качество имеет щетина от свиней из стран с холодным климатом. Зимняя щетина отличается большей длиной, толщиной и упругостью. Отмечается, что улучшение пищи свиней и ухода за ними может ухудшить качество щетины, а беспородные свиньи имеют лучшую щетину.
Щетину различают по способу съёма: заводская щетина получается при переработке свиных шкур на кожзаводах; щетина-шпарка получается после предварительного ошпаривания туш на мясокомбинатах; сборная щетина получается в результате вычёсывания свиней в период линьки. От одной свиньи получают 80—160 грамм щетины.
Заводская щетина может быть дёрганой, стриженой либо снятой химическим методом.
При выдёргивании щетины вручную полностью сохраняются её природные качества, но такой способ очень трудоёмок и мало применим при конвейерном процессе обработки туш.
В результате обработки щетина-шпарка становится чистой и содержит незначительные количества жира.
Щетина-шпарка по своим качествам значительно ниже дёрганой щетины. Она менее прочна и упруга, непрямая и сильно перепутана. Изогнутую щетину при обработке распрямляют.
Обработка щетины включает освобождение её от посторонних примесей, излишков жира и влаги. После сортировки по длине и укладки «флажками» в одну сторону щетина увязывается в пучки.
Щетина, идущая на изготовление гигиенических изделий (зубных щёток, кистей для бритья), проходит дезинфекцию и отбеливается перекисью водорода.
Отходы щетины перерабатываются в кручёный волос, применяемый при изготовлении матрацев, мягкой мебели и т. п.
Свиная щетина производится разных цветов — отбеленная, серая, чёрная, а также окрашенная.

## Хозяйственное использование
Благодаря жёсткости, крепости на разрыв, упругости, щетина представляет собой высококачественное сырьё для щетинно-щёточного производства, изготовляющего изделия гигиенического и хозяйственного назначения (технические, платяные, туалетные и др. щётки, малярные кисти).
Ценимыми качествами щетины являются её длина, упругость и гибкость. Кисти и щётки, сделанные из малоупругой и малогибкой щетины, быстро изнашиваются. Более толстая щетина имеет более высокую прочность на разрыв, поэтому толщина щетины тоже является важным качеством.
Щетина высокого качества имеет секущиеся концы, расслаивающиеся на несколько частей, шерховатую поверхность. Кисти из такой щетины хорошо поглощают и удерживают краску, равномерно её распределяют, позволяют добиваться мягкого перехода тонов. По мере изнашивания кисти процесс расщепления кончиков продолжается, и таким образом щетина сохраняет свои качества в течение долгого времени.
В настоящее время широкое распространение получила искусственная щетина из полипропилена, полистирола и других материалов. Синтетическая щетина значительно прочнее и долговечнее натуральной и имеет дополнительное преимущество — не впитывает воду, вследствие чего кисти с такой щетиной значительно удобнее для работы с красками на водной основе.

## Экономическое значение
Во второй половине XIX века крупнейшим экспортёром щетины была Россия. В 1890-е годы ежегодный экспорт щетины из России составлял около 140 тыс. пудов на сумму в 5—6 миллионов рублей. Другими заметными производителями щетины были Китай (экспорт 84 тыс. пудов) и США, а одним из основных импортёров того времени являлась Германия, ввозившая в среднем по 170 тыс. пудов и одновременно продававшая щетину в другие страны Западной Европы.
Щетина являлась важной статьей экспорта Российской Империи в XIX веке и Советского Союза в 1920—30-е годы, российская и советская щетина высоко ценилась.
Во время второй мировой войны щетина входила в число 8 экспортных товаров, составляющих 90 % торговли СССР с США.
В настоящее время основными экспортёрами щетины и смежных продуктов являются Китай ($76,2 млн.) и Германия ($4,99 млн.), а основными импортёрами — Германия ($14,6 млн.), США ($9,3 млн.), Италия ($8,19 млн.) и Турция ($7,4 млн.).